# Karsttisch

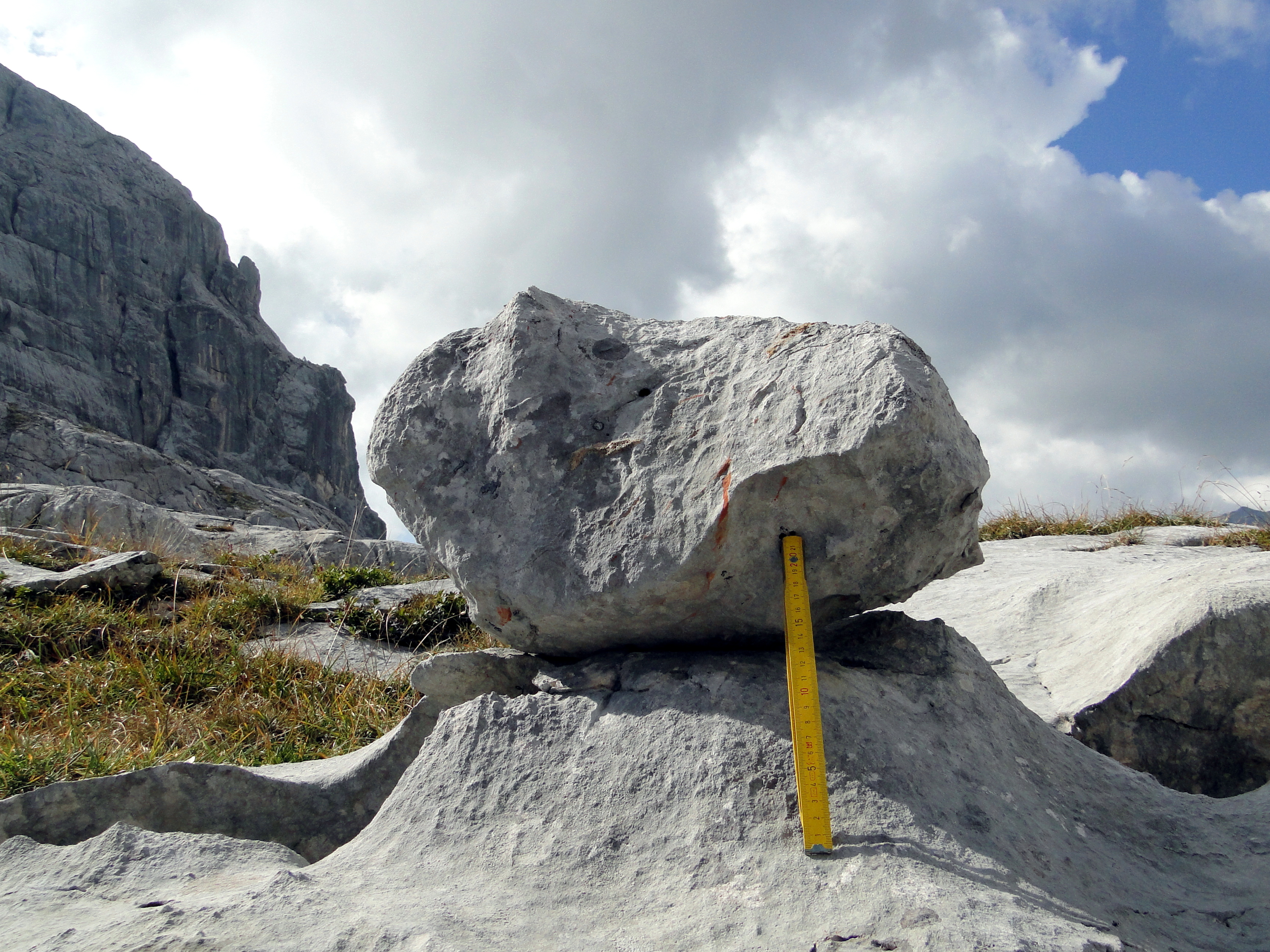
Karsttisch im Dachsteinkalk nördlich des Schreiberwandeggs am Dachstein; Sockelhöhe bis zu 15 cm.

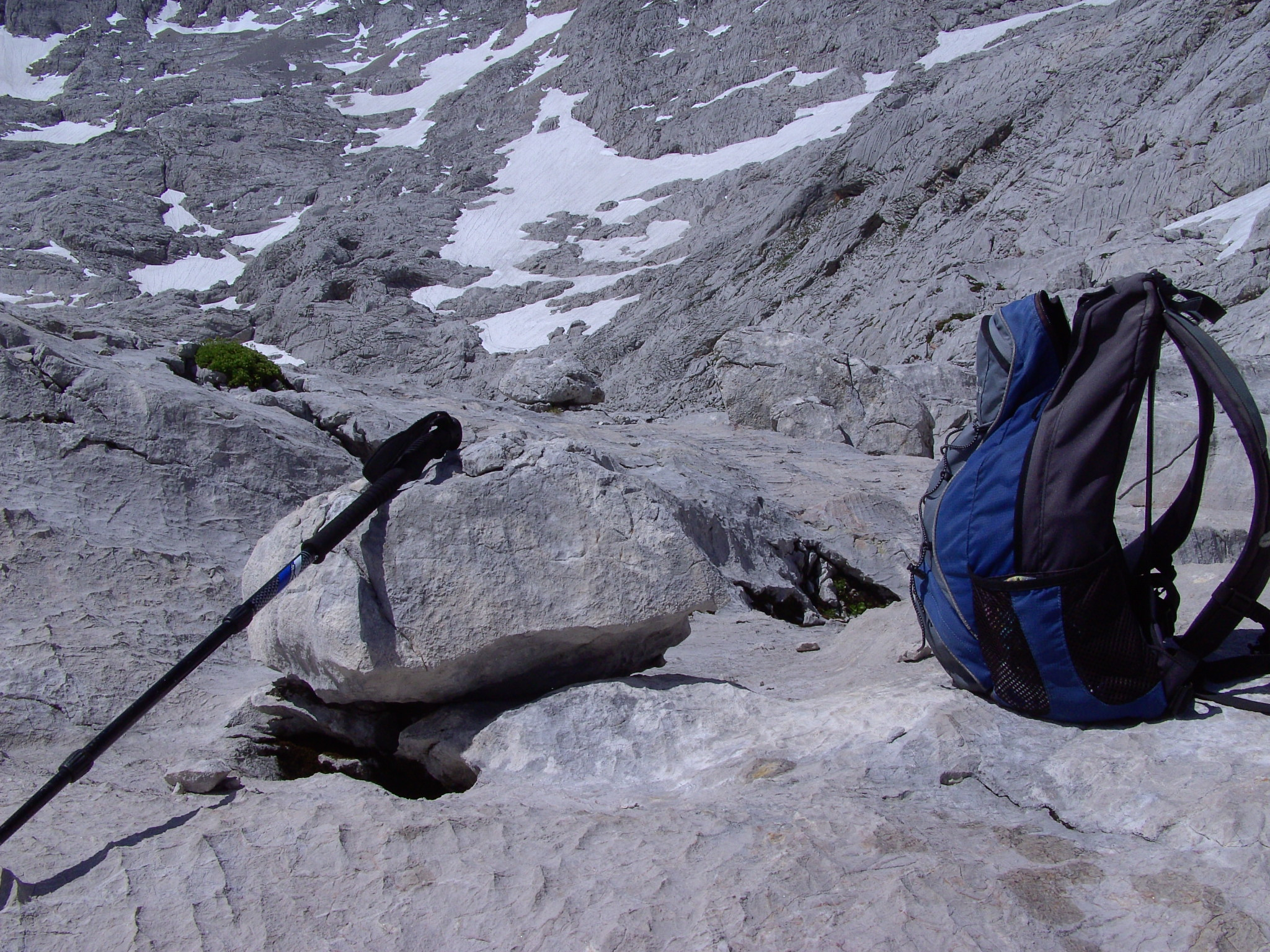
Karsttisch im Wildkar im erweiterten Vorfeld des Hallstätter Gletschers am Dachstein

Karsttische, in der Literatur auch als Karrentische, Korrosionstische oder Kalkdenudationstische bezeichnet, sind Kleinformen des Karstes, die „aus einem ortsfremden Deckblock über einem Sockel von anstehendem Kalk, der um einen gewissen Betrag über den freiliegenden Kalkboden aufragt, bestehen. Sie entstehen durch chemische Lösung des Bodens, wovor dieser unter dem Block geschützt ist.“

## Entdeckung und Beschreibung
Laut H. Trimmel geht die Bezeichnung »Karrentisch« auf eine Veröffentlichung von A. Bögli (1961) zurück. Demnach würden es Karrentische, die aus Deckblock und Sockel bestehen, erlauben, das Ausmaß des flächenhaften, korrosiven Kalkabtrags auf einer horizontalen oder wenig geneigten Kalkfläche größenordnungsmäßig zu erfassen. Bögli berichtete, dass auf dem Märenberg in der Zentralschweiz festgestellt wurde, dass sich der Sockel in den untersuchten Fällen bis zu 15 cm über die Umgebung erhebt und dass diese Karren- bzw. Karsttische auf Flächen liegen, die in einem ungefähren Zeitraum von etwa 10.000 Jahren und damit höchstwahrscheinlich in der Daunzeit  eisfrei geworden sind. Somit ergibt sich seit der Ablagerung der Decksteine auf den – unbewachsenen – Kalkflächen ein Kalkabtrag von (maximal) etwa 15 mm pro Jahrtausend.
Nach Recherchen von H. Trimmel war D. Mackintosh (1883, S. 190) der erste, der Karsttische aus Nordwales beschrieb. Spätere Beobachtungen, vorwiegend aus Nordeuropa, stammen u. a. von A. Hoel (1910), G. Horn (1937) und J. Corbel (1957). Im ostalpinen Raum haben in den Jahren 1951 bis 1954 A. Mayr und R. Moser im Dachsteingebiet (Oberösterreich) bei der Untersuchung der Gletschervorfelder des Großen Gosaugletschers und des Schneelochgletschers Moränenblöcke festgestellt, die sich gletschertischartig von der Kalkunterlage heraushoben (Moser 1956) und die zur Messung der Denudation herangezogen werden können.
Ohne die von Trimmel genannten Arbeiten zu kennen, ergaben Mosers Beobachtungen und Berechnungen am Dachstein die gleichen Ergebnisse. Demnach wären auch auf den von ihm angenommenen „Daunschliffflächen“ am Dachstein für eine mittlere Sockelhöhe von 10 bis 15 cm ca. 10.000 Jahre eisfreies Gelände notwendig gewesen. Diese Beobachtungen konnten von R. Hochhold durch Auffindungen von Karsttischen im Wildkar und im Vorfeld des Hallstätter Gletschers (Unteres Taubenkar > Taubenkarstand), bestätigt werden.
In weiteren Veröffentlichungen konnte R. Moser (1967) schließlich durch Entdeckungen von Karst- bzw. Karrentischen auf den der Karstflächen des Toten Gebirges (Oberösterreich und Steiermark) den Nachweis erbringen, dass das heute unvergletscherte Tote Gebirge gegen Ende des Spätgalzials zur Daunzeit noch stark vergletschert war.